# Simon II de Senlis
Pour les articles homonymes, voir Simon II.
Simon (II) de Senlis dit aussi de Saint-Lis ou de St Liz (après 1103 – août 1153), comte de Northampton et de Huntingdon, fut un baron anglo-normand.

## Biographie

### Succession au comté de Huntingdon
Il est le fils de Simon Ier de Senlis, comte de Northampton et de Huntingdon, et de Mathilde de Huntingdon (vers 1072 – 23 avril 1130), comtesse de Huntingdon. Il est mineur à la mort de son père entre 1111 et 1113, et la garde du titre de comte et l'honneur de Huntingdon est confiée au futur roi d'Écosse David Ier, le nouveau mari de sa mère. 
En 1131, à la mort de sa mère, et alors qu'il a atteint la majorité, il ne peut obtenir son héritage, car David Ier en garde le contrôle. Malgré ses demandes, il ne peut obtenir justice. Le roi Étienne d'Angleterre reconnaît même Henry, fils de David Ier et Mathilde de Huntingdon, par les traités successifs de Durham en 1136 et 1139.
Il est probable que pendant les 16 mois durant lesquels son demi-frère Henry est déchu temporairement de la possession de l'honneur et du titre (janvier 1138 à avril 1139), il en a la garde. Ce n'est qu'à l'été 1141, quand les relations diplomatiques avec l'Écosse sont rompues, qu'il entre véritablement dans son héritage.
Son statut comtal reste toutefois assez confus. R. H. C. Davis argumente qu'en 1136, le titre de comte de Northampton est détaché de celui de Huntingdon et devient un titre séparé créé pour Simon de Senlis. Il apparaît nommé ainsi en 1138 ou début 1139, mais pour Keith Stringer, il semble plutôt que Northampton et Huntingdon ne sont que des noms alternatifs pour désigner le même titre qui donne aussi des droits sur le Bedfordshire et le Cambridgeshire.

### Guerre civile en Angleterre
Simon de Senlis devient l'un des plus fervents supporteurs d'Étienne d'Angleterre — son grand-oncle par son oncle Robert II de Beaumont — dans la guerre civile, alors que David Ier et son fils Henry se rallient à Mathilde l'Emperesse. En 1141, il participe  à la bataille de Lincoln pendant laquelle Étienne est capturé. Durant la captivité d'Étienne, il est l'un des rares comtes du royaume à rester dans le parti d'Étienne, dirigé par Mathilde de Boulogne et Guillaume d'Ypres. Il est l'un des commandants de l'armée victorieuse à Winchester quelques mois plus tard. 
Son autorité comtale est étendue par Étienne sur le Northamptonshire, l'Huntingdonshire et le Bedfordshire. Dans ces deux premiers comtés, il exerce des droits régaliens et est seul responsable du gouvernement, aux dépens des shérifs.
Sa mort, en août 1153, coïncide avec celle d'Eustache, fils et héritier du roi Étienne. Avec eux disparaissent deux farouches opposants à un accord entre les belligérants, ce qui conduit au traité de Wallingford, fin 1153, entre Étienne et Henry, fils de Mathilde l'Emperesse et qui désigne Henry comme successeur au trône d'Angleterre.
Il fonde le couvent clunisien de l'abbaye de Delapré, ainsi que l'abbaye cistercienne de Sawtrey (Sawley), dans le comté de Huntingdon, en 1146-1147. Il est inhumé dans le prieuré de Saint-Andrew à Northampton.

## Famille et descendance
Il épouse Isabelle de Beaumont, fille de Robert II de Beaumont, comte de Leicester, et d'Amice de Monfort de Gael.
Ils eurent pour descendance connue :
- Isabelle de Senlis (vers 1142), qui épouse Guillaume Mauduit de Hanslope ;
- Simon (III) de Senlis (vers 1145 – juin 1184) qui porta aussi les titres de comte de Northampton et de Huntingdon. Il épouse Alice de Gand († 1185), fille de Gilbert de Gand, comte de Lincoln, et de Hawise de Roumare[2], mais n'eut pas de descendance mâle ;
- Amice de Senlis ;
- Hawise de Senlis.

### Sources
- Keith Stringer, « Senlis, Simon (II) de, earl of Northampton and earl of Huntingdon (d. 1153) », dans Oxford Dictionary of National Biography, Oxford University Press, 2004. Accédé en novembre 2008. doi:10.1093/ref:odnb/25092.